# Pirath (Gemeinden Altheim, Weng)
Pirath ist ein Ort im Innviertel Oberösterreichs wie auch Ortschaft der Gemeinde Weng im Innkreis und Ortschaftsbestandteil der Stadt Altheim, beide im Bezirk Braunau am Inn.

## Geographie
Der Ort befindet sich 12 Kilometer östlich von Braunau am Inn und 21 Kilometer westlich von Ried im Innkreis, direkt westlich von Altheim.
Der Ort Pirath liegt im Inntal auf um die 370 m ü. A. Höhe am Altbach, kurz vor dessen Einmündung in die Mühlheimer Ache (Ach).
Die Ortslage umfasst etwa 90 Gebäude.
Die Wenger Rotte Pirath, links des Bachs, umfasst nur etwa 25 Adressen.
Der Altbach ist hier die Gemeindegrenze, die Häuser von Altheim auf der anderen Bachseite haben ebenfalls die Adressen Pirath (11 zerstreute Häuser), sowie Am Gießgraben (Siedlung, ca. 30), und Neupirath (ca. 30), das ist die Siedlung an der Mühlheimer Ache. Wie die meisten Teile der Stadt selbst, die links der Mühlheimer Ache liegen, gehören dieses Gebiet zur Katastralgemeinde Stern.
Die B148 Altheimer Straße passiert, Altheim nördlich umfahrend, den Ort, und trifft hier die L1095 Treubacher Straße, deren Anfang die frühere Ortsdurchfahrt von Altheim darstellt (Braunauer Straße).
| Hauserding (O, Gem. Weng i.I.) | Burgstall (O, Gem. Weng i.I.)               | Danglfing (Gem. Altheim)                          |
| Harterding (O, Gem. Weng i.I.) | Kompassrose, die auf Nachbargemeinden zeigt | Altheim (O, Gem. Altheim) Muckenau (Gem. Altheim) |
| Bergham (O, Gem. Weng i.I.)    | Diepolding (O, Gem. Altheim)                | Sankt Laurenz (Gem. Altheim)                      |

## Geschichte
Hier befand sich ein Edelsitz und Sedelhof Pireth mitsamt einer Hofmarksgerechtsame, 1542 findet sich ein  Hanns Frawnberger zu Piret, 1558 ein Wiguläus Elrechinger zu Piret genannt. Es dürfte das heutige Anwesen Hofbauer gewesen sein.
|         | Hzgt. Bayern | Kgr. Bayern | Krld. Österr. o.d.Enns (Ö) | Krld. Österr. o.d.Enns (Ö) | Bld. Oberösterreich (Rep. Österr.) | Bld. Oberösterreich (Rep. Österr.) | Bld. Oberösterreich (Rep. Österr.) | Bld. Oberösterreich (Rep. Österr.) | Bld. Oberösterreich (Rep. Österr.) | Bld. Oberösterreich (Rep. Österr.) | Bld. Oberösterreich (Rep. Österr.) |
|         | ∗1526        | 1811        | ∗1847                      | 1869                       | 1951                               | 1961                               | 1971                               | 1981                               | 1991                               | 2001                               | 2011                               |
|         | −            | 56          | −                          | (g)55                      | 63                                 | 65                                 | ?                                  | ?                                  | ?                                  | ?                                  | ?                                  |
| Weng    | −            | 56          | −                          | (g)55                      | 27                                 | 33                                 | 25                                 | 27                                 | 27                                 | 27                                 | ?                                  |
| Altheim | −            | 56          | −                          | (g)55                      | 36                                 | 32                                 | −                                  | −                                  | −                                  | −                                  | −                                  |
|         | 7            | −           | 9                          | (g)5                       | 11                                 | 12                                 | ?                                  | ?                                  | ?                                  | ?                                  | ca. 90                             |
| Weng    | 7            | −           | 9                          | (g)5                       | 6                                  | 6                                  | 6                                  | 7                                  | 7                                  | 11                                 | ca. 20                             |
| Altheim | 7            | −           | 9                          | (g)5                       | 5                                  | 6                                  | −                                  | −                                  | −                                  | −                                  | ca. 70                             |

(Ö) Kaiserthum Österreich/Österreich-Ungarn
∗ unscharfe Angabe des Jahres
(g) unklare Angabe zum Gebietsstand

## Wirtschaft und Infrastruktur
Pirath ist heute, bis auf den Altbestand und die beiden Altheimer Siedlungen, primär Geschäftsgebiet und Betriebsbaugebiet. Hier befinden sich ein Einkaufspark und mehrere größere Firmen.